# UnaXcess
UnaXcess é uma BBS histórica, criada em 1984 na Universidade de Bradford por Brandon S Allbery e ainda existente, depois no início da Década de 1990 movida para a Universidade de Manchester, frequentada por muitos alunos e ex-alunos de Manchester, principalmente do Departamento de Ciências da Computação, mas também por outras pessoas de todo o mundo.
Foi nesta BBS que apareceu o comando que se tornou no primeiro talker.
Actualmente alojada da Universidade de Manchester, a BBS já teve inúmeras versões, estando agora na versão 2.x, feita por MikeTechno, e com código extraído de outros projectos como o MOO, SearhC e Orange.